# La Paulée de Meursault

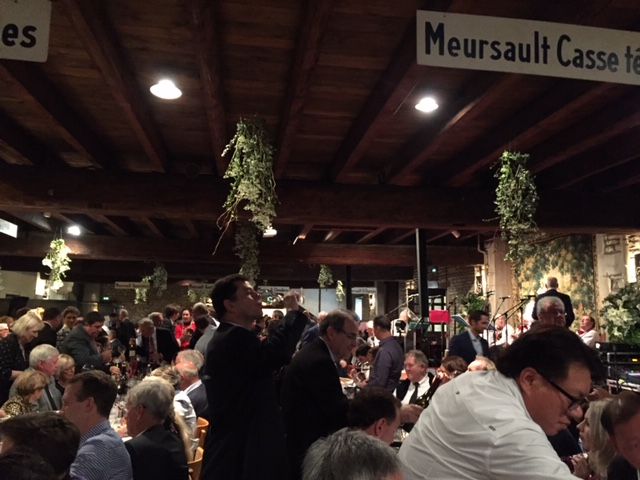
Празднование Поле де Мёрсо в 2019 году

Поле́ де Мёрсо (фр. La Paulée de Meursault) — традиционный деревенский праздник, отмечаемый во французской коммуне Мёрсо (регион Бургундия) по случаю окончания сбора урожая винограда. Завершает трёхдневный винный фестиваль «Три славных дня» (Les Trois Glorieuses), пользующийся популярностью у знатоков вина и туристов. Со временем стал проводиться и в других странах.

## История
Ранее во Франции деревенский праздник La Paulée отмечали в нескольких местах, однако со временем он был возрождён только в Мёрсо, недалеко от города Бон, считающегося столицей бургундских вин. Мероприятие было возрождено в 1923 году графом Жюлем Лафоном, мэром Мёрсо, с целью продвижения местной винодельческой продукции, а с 1932 года оно становится ежегодным. Первоначально в праздновании участвовали только виноделы, их работники и местные жители. Каждый участник приносил бутылки вина, по возможности лучшие, делился ими со своими соседями и выпивал их за столом. Со временем деревенский праздник превратился в международное винное мероприятие и стал неотъемлемой частью винного фестиваля «Три славных дня» (название, видимо, связано с Июльской революцией 1830 года, известной также как «Три славных дня»), отмечаемого в конце ноября. Кроме Поле де Мёрсо, он включает в себя официальный ужин в Clos de Vougeot, проводимый с 1934 года, а также старейший и крупнейший благотворительный винный аукцион в Hospices de Beaune (Бонская богадельня), ведущий своё происхождение с 1854 года и ежегодно проводимый в третье воскресенье ноября.
По наиболее распространённой версии название праздника ведёт своё происхождение от винодельческого термина paule, pelle — лопата. Этим инструментом очищали бродильные чаны, а последняя выборка лопатой символизировала окончания сбора урожая. Предполагается, что, возможно, этимология названия восходит к большой сковороде (poile), в которой готовили угощение по случаю окончания сбора винограда. Возможно также, что название происходит от традиционной трапезы paulée, paelée (латинское = patella).
Во время праздничного банкета оглашается победитель литературной премии, который из рук мэра Мёрсо получает награду — 100 бутылок лучшего местного вина. Это мероприятие проводится с 1932 года, а первым лауреатом стал романист Шарль Сильвестр. Со временем бургундский праздник прижился и в других местах мира. Так, в Нью-Йорке проводится La Paulée de New York, в Сан-Франциско La Paulée de San Francisco, в Мельбурне и т. д.